# Diario Correo
Diario Correo es un periódico de circulación nacional en el Perú, dirigido por Iván Slocovich Pardo, perteneciente al Grupo El Comercio.

## Historia
Fue fundado en Tacna, en 1962, por el empresario pesquero Luis Banchero Rossi, dando comienzo así a la Empresa Periodística Nacional SA, Epensa (reemplazó allí al diario Sur). Este se destacó en un principio por realizar ediciones locales en Arequipa, Piura, Tacna, Huancayo y Cuzco; sin embargo, no contó con una postura política definida. Alcanzó las 150 mil copias en 1964.
En 1974, cuando la prensa peruana fue expropiada por el Gobierno de Juan Velasco Alvarado, este diario pasó a ser dirigido por Hugo Neira. 
Correo circuló en Lima solo hasta inicios de la década de los ochenta, pero continuó editándose en ediciones locales en algunas ciudades del interior del Perú. Sin embargo, en el gobierno de Alberto Fujimori, parte de sus bienes fueron embargados. Tras la caída del régimen, en 2000, vuelve a circular en Lima al mando de Juan Carlos Tafur y al poco tiempo incrementa sustancialmente el número de sus ediciones locales en provincias. Tafur estuvo como director hasta 2005, cuando Aldo Mariátegui lo reemplazó.
Según sondeos de CPI, Correo se ubica en segundo lugar en número de lectores a nivel nacional. 
El editor general es Francisco Cohello, el jefe del pool de política es Juan Hidalgo. El personal de periodistas principales de la edición impresa está integrado por Sofía López, Erik Rivera, Damián Retamozo, Clorinda Flores, entre otros.
Respecto a la parte digital, la editora de la web es Johana Ugaz desde mediados del 2019. Y desde julio del 2023, también lo es de la web de Ojo.
El periódico es de formato tabloide con veinticuatro páginas y secciones de política, locales, economía, espectáculos, deportes y opinión.
En 2012, contaba con ediciones impresas en Arequipa, Ayacucho, Chimbote, Cusco, Huancavelica, Huancayo, Huánuco, Ica, La Libertad, Lambayeque, Lima y Tacna, cada una con su propio director. 
El director de las ediciones de Correo Norte (Chimbote, Lambayeque, La Libertad, Piura y Tumbes), Iván Slocovich, reemplazó, el 30 de enero de 2013, al frente del periódico, a Aldo Mariátegui, que se desempeñó en el cargo por más de siete años. Su propietario actual es el Grupo El Comercio, cuyos dueños son la Familia Miró Quesada.

## Controversias
La cobertura del diario Correo sobre los sucesos relacionados con la época del terrorismo en el país ha reflejado una inclinación políticamente conservadora. Esta postura se ha evidenciado en su enfoque del tema de las demandas de justicia presentadas por los familiares de las víctimas, quienes han sido acusados reiteradamente de «apología al terrorismo». Además, el diario ha vinculado a Verónika Mendoza con ideas tildadas de «terroristas».

En 2012, el diario fue acusado de comparar el saludo de la entonces alcaldesa Susana Villarán con uno marxista.
El 25 de abril de 2015, Correo publicó en su sitio web un artículo titulado «La otra cara de la moneda: así atacaron los antimineros», en el cual incrimina a un agricultor detenido de utilizar armas punzocortantes en las protestas contra el proyecto minero Tía María en Arequipa. Sin embargo, el mismo 23 de abril es subido un video a YouTube, mostrando como los policías obligan al detenido a sostener el arma. Este hecho generó controversia sobre la veracidad de la información, siendo acusados de armar montajes. Correo censuró la publicación y se defendió culpando al editor general de la edición de Arequipa, abrió un proceso de investigación interna, asimismo, señaló de «error» la descripción de la imagen y aseguró desconocer de la práctica policial, esto sin verificar o conocer el contexto.
En 2018, el diario calificó de «prosenderista» a la exposición Piraq Causa (quecha de «¿Quién es el causante?»), elaborada por los integrantes de la Asociación de Artistas Populares de Sarhua. Si bien las obras fueron confiscadas por la Dirección contra el Terrorismo, las piezas artísticas fueron entregadas legítimamente al Museo de Arte de Lima. La entonces directora del MALI, Natalia Majluf, señaló que se detectó una «voluntad de silenciar lo que ocurrió en el pasado», ya que la obra denunciaba las violaciones de derechos humanos por parte de los militares.